# Bradysia willinki
Bradysia willinki är en tvåvingeart som först beskrevs av Lane 1959.  Bradysia willinki ingår i släktet Bradysia och familjen sorgmyggor. Inga underarter finns listade i Catalogue of Life.